# Mel Collins
Mel Collins (născut Melvyn Desmond Collins), ( n. 5 septembrie 1947, insula Man), este un saxofonist și flautist britanic.